# Wierzbianki

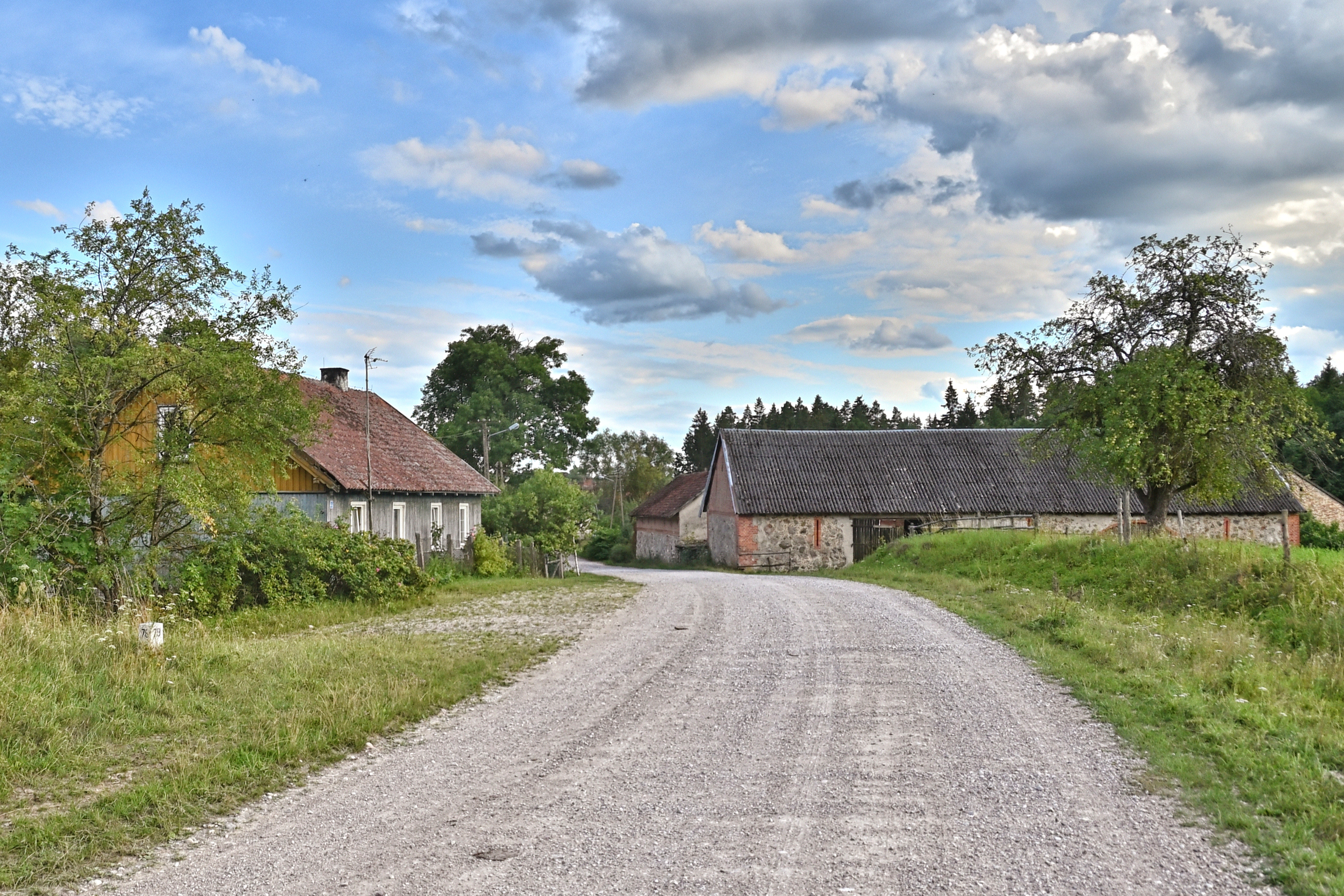
Wiejska ulica

Wierzbianki – osada w Polsce, położona w województwie warmińsko-mazurskim, w powiecie oleckim, w gminie Kowale Oleckie.
W latach 1975–1998 miejscowość administracyjnie należała do województwa suwalskiego.